# بندرگاه سیدنی

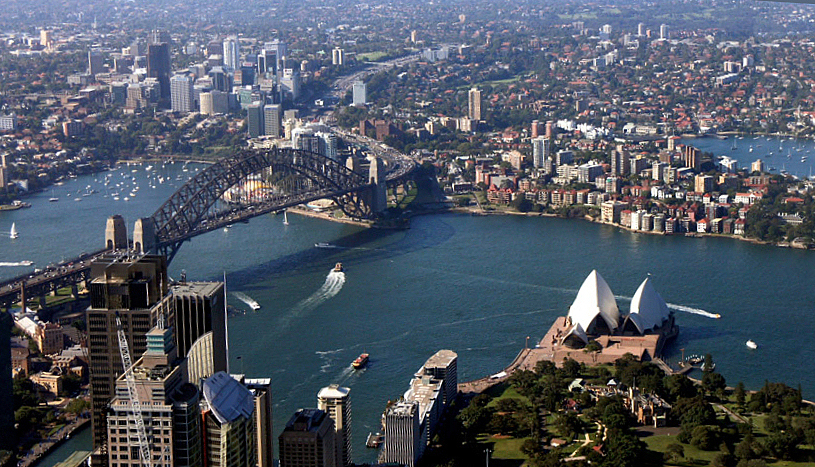
بندرگاه سیدنی از بالا

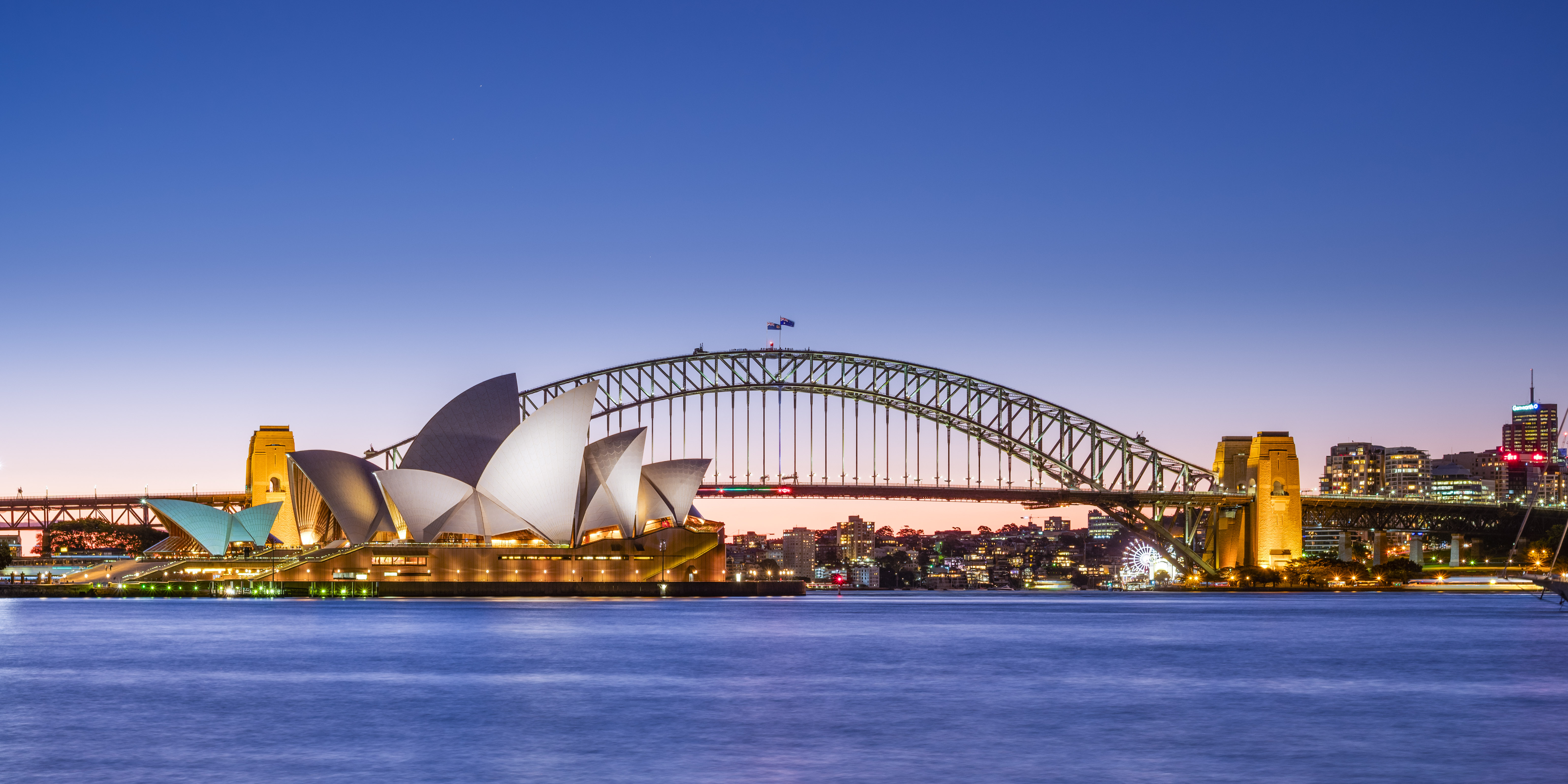
نگاره‌ای پهن از پل بندرگاه و تالار اپرای سیدنی در آبراههٔ سیدنی. این آبراهه در شرق شهر سیدنی واقع شده‌است.

بندرگاه سیدنی یا سیدنی هاربر (به انگلیسی: Sydney Harbour) یک آبراهه طبیعی بزرگ در شرق شهر سیدنی است که همانند کانالی، آب اقیانوس آرام را کیلومترها به درون خشکی می‌آورد. این آبراهه، در بنا نهادن و توسعه فیزیکی و اقتصادی سیدنی نقش کلیدی داشته است و ارزش اقتصادی و گردشگری زیادی دارد. بندرگاه یا لنگرگاه سیدنی، به پورت جکسون (Port Jackson) نیز شهرت دارد. دو نشانه شهری مهم سیدنی، پل بندرگاه سیدنی و نیز اپرا هاوس در سیدنی هاربر قرار گرفته‌اند.

## پیوند
- ویکی‌پدیای انگلیسی